# Зварич Роман Михайлович
Рома́н Миха́йлович Зва́рич (нар. 20 листопада 1953, Йонкерс, штат Нью-Йорк, США) — український політик, народний депутат України III, IV, V, VI та VIII скликань. Міністр юстиції в урядах Юлії Тимошенко та Віктора Януковича.

## Біографія
Народився в сім'ї українських емігрантів.
Батько Зварич Михайло Петрович (1926) — власник будівельної фірми. Мати Мельничук Степанія (1933). Дружина Ковалевська Світлана Вікторівна (1963) — історик-етнограф. Син Богдан (1986) — студент.
- У 1971 році вступив і за 5 років завершив навчання у Мангетенському коледжі за спеціальністю «суспільні науки».
- У 1976 продовжив навчання у Колумбійському університеті і за 2 роки здобув право на викладацьку роботу та розпочав та одразу кинув роботу над дисертацією.
- У 1981–1983 — асистент викладача філософії у Колумбійському університеті.
- У 1983–1991 — викладач Нью-Йоркського університету.
- З 1991 — в Україні.
- У 1992 — один з організаторів Конгресу українських націоналістів.
- 3 жовтня 1993 відмовився від громадянства США.
- 16 січня 1995 надано українське громадянство.
- З листопада 1993 до квітня 1994 — один з організаторів всеукраїнського прес-центру «Вибори-94».
- З грудня 1995 — член Центрального проводу НРУ.
- З жовтня 1997 до травня 1998 року — член президії Центрального проводу НРУ.
- З травня 1999 — член ПРП, член правління ПРП.
- Народний депутат України 3 скликання з 12 травня 1998 до 14 травня 2002 від НРУ, № 24 в списку. На час виборів: директор інформаційно-аналітичної служби Центру демократичних реформ. Член фракції НРУ (з травня 1998 до червня 1999, з березня 1999 — уповноважений), член фракції ПРП «Реформи-Конгрес» (з червня 1999 до лютого 2000), член фракції НРУ (першої) (з лютого 2000, з квітня 2000 — фракція НРУ). Член Комітету Верховної Ради України з питань правової реформи (з липня 1998 до березня 2000), член Комітету у закордонних справах (з березня 2000). Член Тимчасової спеціальної комісії з питань дотримання органами державної влади і місцевого самоврядування та їх посадовими особами, Центральною виборчою комісією норм виборчого законодавства під час підготовки і проведення виборів Президента України (з червня 1999).
- Народний депутат України 4 скликання з 14 травня 2002 до 3 березня 2005 за виборчім округом № 90 Івано-Франківської області, висунутий виборчим блоком політичних партій "Блок Віктора Ющенка «Наша Україна». Член фракції «Наша Україна» (з травня 2002). Заступник голови Комітету з питань європейської інтеграції (з червня 2002). Склав депутатські повноваження 3 березня 2005.
- У лютому — жовтень 2005 — міністр юстиції України (уряд Юлії Тимошенко).
- З березня 2005 до січня 2009 — член партії Народний союз «Наша Україна», входив до Ради.
- Народний депутат України 5-го скликання з 25 травня до 14 вересня 2006 від Блоку «Наша Україна», № 26 в списку. На час виборів: тимчасово не працював, член НСНУ. Член фракції Блоку «Наша Україна» (з травня 2006). Голова підкомітету з питань планування законодавчої діяльності Комітету з питань правової політики (з липня 2006). Склав депутатські повноваження 14 вересня 2006.
- Серпень — жовтень 2006 — міністр юстиції України (Уряд Віктора Януковича).
- Вересень — листопад 2006 — член Ради національної безпеки і оборони України.
- Жовтень — листопад 2006 — член Вищої ради юстиції.
- Листопад 2006 — серпень 2007 — представник Президента України у Верховній Раді України.

Після парламентських виборів 2006 року брав активну участь у створенні «помаранчевої» урядової коаліції (БЮТ — «Наша Україна» — СПУ), а після її розпаду — в переговорах з представниками «антикризової коаліції» (Партія регіонів — КПУ — СПУ) про входження «Нашої України» в неї і створення «широкої коаліції».
При створенні кабінету міністрів Віктора Януковича, за наполяганням президента Віктора Ющенка, увійшов до нього як міністр юстиції. Призначення прийняв, але заявив журналістам, що «не згоден зі схемою (розподілу міністерських портфелів), яка зараз запропонована, і мені здається, що президентський принцип (стримувань і противаг) не витриманий … Моя участь в уряді залежить від того, наскільки швидко й ефективно фракція „Нашої України“ може бути інтегрована в парламентську коаліцію».
Пізніше у зв'язку з провалом переговорів про входження «Нашої України» до «антикризової коаліції» і відкликанням її представників з уряду Віктора Януковича залишив кабінет міністрів і був призначений представником президента Ющенка у Верховній Раді України.
- Народний депутат України 6-го скликання з 23 листопада 2007 до 12 грудня 2012 від Блоку «Наша Україна — Народна самооборона», № 36 в списку. На час виборів: тимчасово не працював, член політичної партії Народний союз «Наша Україна». Член фракції Блоку «Наша Україна — Народна самооборона» (з листопада 2007). Голова підкомітету з питань стандартів нормотворчої діяльності та планування законодавчої діяльності Верховної Ради України Комітету з питань правової політики (з грудня 2007).
- У вересні 2011 вступив до партії «Фронт Змін».[1]
- Народний депутат України за списками Блоку Петра Порошенка «Солідарність» з квітня 2018.

## Аварія на трасі Київ— Чоп
18 жовтня 2015 року сталася дорожньо-транспортна пригода за участю Романа Зварича на трасі Київ — Чоп. За інформацією «Цивільного Корпусу Азов», автомобіль Зварича намагалися зіштовхнути з траси невстановлені автомобілі, які пересувалися кортежем з проблисковими маячками. З місця ДТП ці автомобілі зникли. В результаті зіткнення з вантажівкою автомобіль Зварича загорівся, а вантажівка перекинулася. Прес-служба «Азова» повідомляє, що стан Зварича та водія вантажівки задовільний.

## Творчість
Автор близько 30 наукових праць, зокрема монографії «Або/або» (1991), брошур «Воля до справедливості» (1993), «Азбука демократії» (1995), «Україна і НАТО» (1995), «Наш основний закон» (1997).
Автор та співавтор понад 100 законопроєктів, зокрема, Цивільного кодексу України, «Про парламентську більшість та парламентську опозицію», «Про забезпечення рівності прав жінок та чоловіків», «Про інтелектуальну власність», «Про аудиторську діяльність» та інші.
Вільно володіє англійською та українською мовами.

## Поза офіційною біографією
У 1998 в Радянському районному суді міста Києва на підставі двох доказів Зварича звинуватили як агента ЦРУ.
Навесні 2005, будучи міністром юстиції, Роман Зварич неодноразово відмовляв ГО «Пора» (Жовтій) у реєстрації як політичній партії, мотивуючи свою відмову недійсністю значної кількості підписів, зібраних «Порою». Представники «Пори» подібні звинувачення відкидали.
В той же час спалахує скандал навколо освіти Зварича, після розслідування журналістів «Української правди», які дійшли висновку, що Роман Зварич не має того наукового ступеня, який зазначено у його офіційній біографії. Примітно, що й сам Р. Зварич в ексклюзивному інтерв'ю «The Ukrainian Week» зізнавався, що він «не отримував ані диплом магістра, ані докторський ступінь (ступінь кандидата наук за українською освітньою системою — ред. Кор. net) у Колумбійському університеті, не має звання професора Нью-Йоркського університету, а також не має формальної юридичної освіти» і, також, «не закінчив свою дисертацію і шкодує про це».
Ці два конфліктні епізоди лягли в основу гумористичного серіалу. Невдовзі, однак, «Пора» була зареєстрована, а конфлікт навколо освіти Зварича зник із медійного простору.